# Carlo Tagliabue

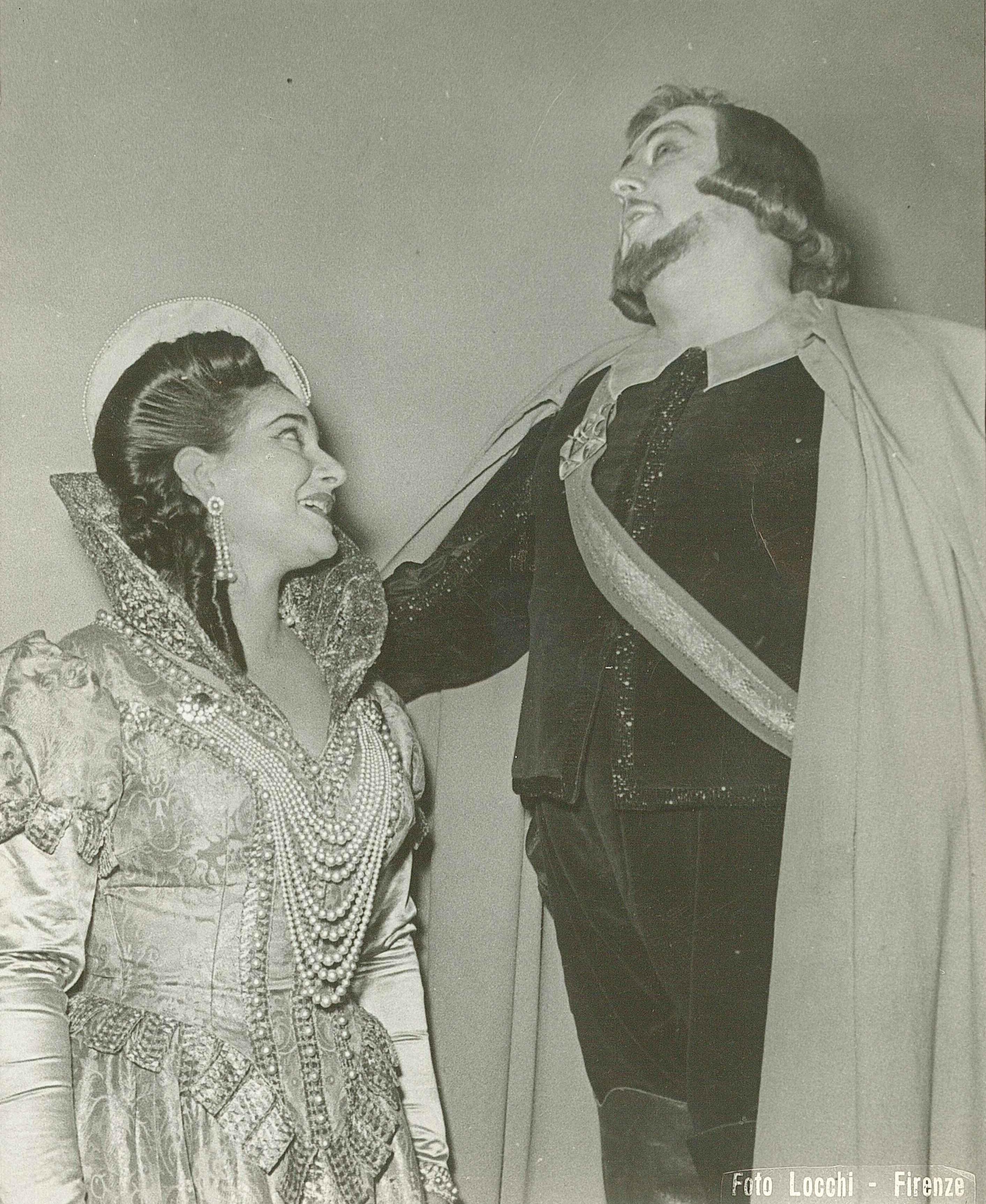
Carlo Tagliabue insieme a Maria Callas ne "I Puritani" (Firenze, 1952)

Carlo Tagliabue (Mariano Comense, 13 gennaio 1898 – Monza, 5 aprile 1978) è stato un baritono italiano.

## Biografia

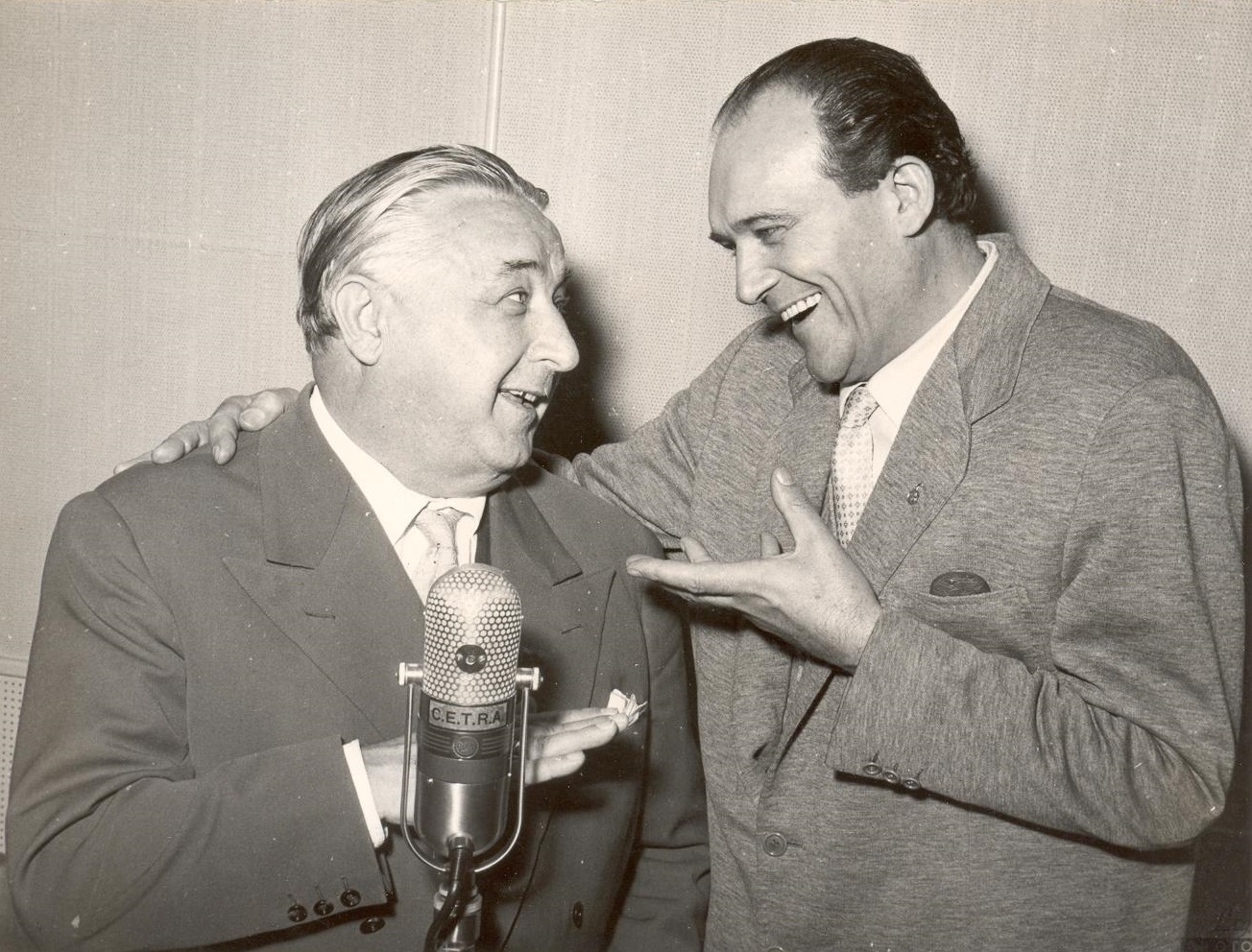
Tagliabue con il basso Giulio Neri alla Cetra di Torino (1956)

Studiò a Milano con Leopoldo Gennai e Annibale Ghidotti, esordendo nel 1922 a Lodi come Amonasro in Aida.
Debuttò alla Scala nel 1930 divenendone una presenza fissa fino alla metà degli anni cinquanta e svolse la carriera nei maggiori teatri d'Europa, degli USA (compreso il Metropolitan, dove apparve alla fine degli anni trenta) e del Sudamerica. L'ultima apparizione operistica fu in Pagliacci a Forlì nel 1962.
Si dedicò in seguito all'insegnamento (tra i suoi allievi Giangiacomo Guelfi, Carlo Meliciani, Enzo Sordello, Felice Schiavi) e tenne sporadici concerti, l'ultimo a Madrid nel 1968 all'Auditorio de la Enrisora per Radio Juventud de Espana.
Era dotato di una voce morbida e brunita, perfettamente timbrata in tutta l'estensione e in grado di eseguire impeccabili filati e mezzevoci, nonché di un fraseggio ampio e sicuro. Specialista del teatro verdiano, si distinse come Rigoletto, Germont, Conte di Luna, Don Carlo (di cui ha lasciato due incisioni). Affrontò anche diversi titoli wagneriani fra gli anni trenta e quaranta (quando venivano eseguiti in lingua italiana) e il repertorio moderno, "creando" in particolare il personaggio di Basilio ne La fiamma di Ottorino Respighi.
È sepolto nel Cimitero Monumentale di Milano a fianco della moglie, la ballerina classica Ginevra Pratolongo.

## Repertorio
| Ruolo                     | Titolo                       | Autore      |
| ------------------------- | ---------------------------- | ----------- |
| Sir Riccardo Forth        | I puritani                   | Bellini     |
| Giuseppe                  | L'infanzia di Cristo         | Berlioz     |
| Zurga                     | I pescatori di perle         | Bizet       |
| Escamillo                 | Carmen                       | Bizet       |
| Simon Mago                | Nerone                       | Boito       |
| Hermann                   | Loreley                      | Catalani    |
| Vincenzo Gellner          | La Wally                     | Catalani    |
| Enrico Ashton             | Lucia di Lammermoor          | Donizetti   |
| Alfonso XI                | La favorita                  | Donizetti   |
| Plunkett                  | Martha                       | Flotow      |
| Carlo Gérard              | Andrea Chénier               | Giordano    |
| Gleby                     | Siberia                      | Giordano    |
| Napoleone                 | Madame Sans-Gêne             | Giordano    |
| Il Re                     | Il re                        | Giordano    |
| Neri Chiaramantesi        | La cena delle beffe          | Giordano    |
| Gonzales                  | Il Guarany                   | Gomes       |
| Valentino                 | Faust                        | Gounod      |
| Tonio/Taddeo              | Pagliacci                    | Leoncavallo |
| Cascart                   | Zazà                         | Leoncavallo |
| Compare Alfio             | Cavalleria rusticana         | Mascagni    |
| David                     | L'amico Fritz                | Mascagni    |
| Raimondo                  | Isabeau                      | Mascagni    |
| Il Soldato                | Il piccolo Marat             | Mascagni    |
| Atanaele                  | Thaïs                        | Massenet    |
| Manfredo                  | L'amore dei tre re           | Montemezzi  |
| Cristo                    | La risurrezione di Cristo    | Perosi      |
| Cristo                    | La trasfigurazione di Cristo | Perosi      |
| Mosè                      | Mosè                         | Perosi      |
| Scedeur                   | Lo straniero                 | Pizzetti    |
| Barnaba                   | La Gioconda                  | Ponchielli  |
| Amenolfi                  | Il figliuol prodigo          | Ponchielli  |
| Lescaut                   | Manon Lescaut                | Puccini     |
| Marcello                  | La bohème                    | Puccini     |
| Barone Scarpia            | Tosca                        | Puccini     |
| Sharpless                 | Madama Butterfly             | Puccini     |
| Jack Rance                | La fanciulla del West        | Puccini     |
| Michele                   | Il tabarro                   | Puccini     |
| Basilio                   | La fiamma                    | Respighi    |
| Il Pellegrino/Zosimo      | Maria Egiziaca               | Respighi    |
| Figaro                    | Il barbiere di Siviglia      | Rossini     |
| Faraone                   | Mosè in Egitto               | Rossini     |
| Sommo Sacerdote di Dagone | Sansone e Dalila             | Saint-Saëns |
| Nabucco                   | Nabucco                      | Verdi       |
| Don Carlo                 | Ernani                       | Verdi       |
| Rigoletto                 | Rigoletto                    | Verdi       |
| Conte di Luna             | Il trovatore                 | Verdi       |
| Giorgio Germont           | La traviata                  | Verdi       |
| Guido di Montforte        | I vespri siciliani           | Verdi       |
| Simon Boccanegra          | Simon Boccanegra             | Verdi       |
| Renato                    | Un ballo in maschera         | Verdi       |
| Don Carlo di Vargas       | La forza del destino         | Verdi       |
| Amonasro                  | Aida                         | Verdi       |
| Jago                      | Otello                       | Verdi       |
| Ford                      | Falstaff                     | Verdi       |
| Wolfram von Esenbach      | Tannhäuser                   | Wagner      |
| Federico di Telramondo    | Lohengrin                    | Wagner      |
| Kurvenaldo                | Tristano e Isotta            | Wagner      |
| Gunther                   | Il crepuscolo degli dei      | Wagner      |
| Gianciotto Malatesta      | Francesca da Rimini          | Zandonai    |
| Cristiano                 | I cavalieri di Ekebù         | Zandonai    |

## Discografia

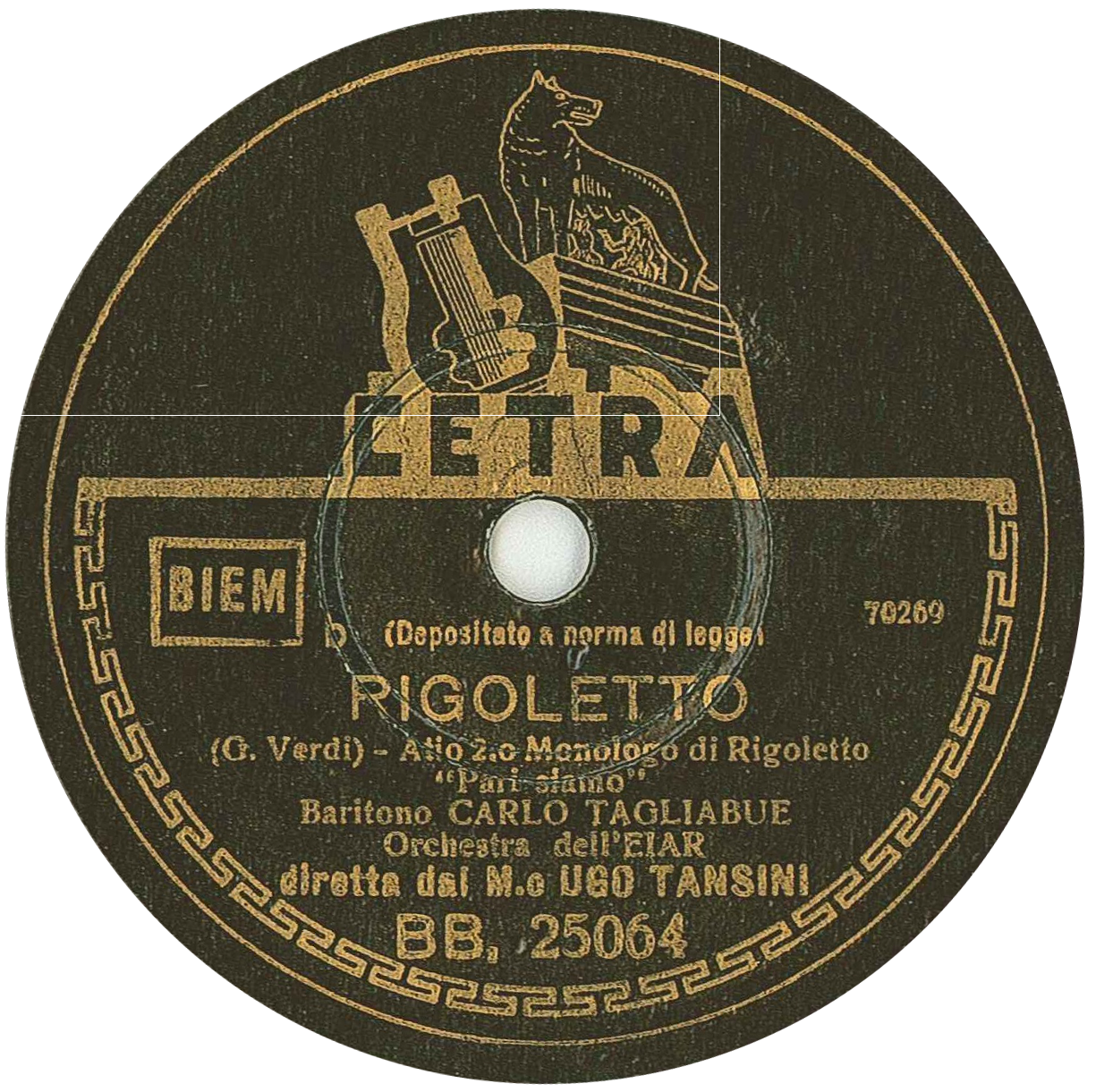
un 78 giri di Tagliabue

### Incisioni in studio
- La forza del destino, con Maria Caniglia, Galliano Masini, Tancredi Pasero, dir. Gino Marinuzzi - Cetra 1941
- La traviata, con Rosetta Noli, Giuseppe Campora, dir. Umberto Berrettoni - Remington 1950
- Francesca da Rimini, con Maria Caniglia, Giacinto Prandelli, dir. Antonio Guarnieri - Cetra 1950
- Il trovatore, con Giacomo Lauri Volpi, Caterina Mancini, Miriam Pirazzini, dir. Fernando Previtali - Cetra 1951
- Pagliacci, con Carlo Bergonzi, Carla Gavazzi, dir. Alfredo Simonetto - Cetra 1951
- Cavalleria rusticana, con Giulietta Simionato, Achille Braschi, dir. Arturo Basile - Cetra 1952
- Martha (in ital.), con Elena Rizzieri, Pia Tassinari, Ferruccio Tagliavini, dir. Francesco Molinari Pradelli - Cetra 1953
- La favorita, con Fedora Barbieri, Gianni Raimondi, Giulio Neri, dir. Angelo Questa - Cetra 1954
- La traviata, con Rosanna Carteri, Nicola Filacuridi, dir. Nino Sanzogno - video RAI 1954
- La forza del destino, con Maria Callas, Richard Tucker, Nicola Rossi-Lemeni, dir. Tullio Serafin - EMI 1954
- Tosca, con Renata Heredia Capnist, Franco Corelli, dir. Antonino Votto - Film RAI 1955
- Il tabarro, con Clara Petrella, Mirto Picchi, dir. Oliviero De Fabritiis - video RAI-Milano 1956

### Registrazioni dal vivo
- Rigoletto, con Beniamino Gigli, Lina Pagliughi, Corrado Zambelli, dir. Vittorio Gui - Londra 1938
- La bohème, con Grace Moore, Bruno Landi, Ezio Pinza, dir. Gennaro Papi - Met 1938
- Aida (selez.), con Zinka Milanov, Beniamino Gigli, Bruna Castagna, dir. Ettore Panizza - Met 1939
- Andrea Chenier, con Mario Filippeschi, Renata Tebaldi, dir. Gabriele Santini - Napoli 1951
- Il trovatore, con Gino Penno, Maria Callas, Ebe Stignani, dir. Antonino Votto - La Scala 1953
- L'amico Fritz, con Rosanna Carteri, Cesare Valletti, Rina Corsi, dir. Vittorio Gui - RAI-Roma 1953
- La traviata, con Rosanna Carteri, Gianni Poggi, dir. Fernando Previtali - RAI-Roma 1953
- La traviata, con Renata Tebaldi, Giacinto Prandelli, dir. Gabriele Santini - Napoli 1954
- I vespri siciliani, con Anita Cerquetti, Mario Ortica, Boris Christoff, dir. Mario Rossi - RAI-Torino 1955
- La fiamma, con Anna Moffo, Lucia Danieli, Giacinto Prandelli, dir. Francesco Molinari Pradelli - RAI-Milano 1955
- Rigoletto, con Anna Pastori, Doro Antonioli, dir. Ugo Rapalo - Napoli 1956

## Televisione
- La traviata, 22 dicembre 1954. Orchestra e Coro di della Radiotelevisione Italiana, direttore Nino Sanzogno
- Tosca, 29 aprile 1955. Orchestra e Coro della Radiotelevisione Italiana, direttore Antonino Votto
- Il tabarro, 23 gennaio 1957. Orchestra e Coro di Milano della Radiotelevisione Italiana, Direttore: Oliviero De Fabritiis